# Министерство строительства предприятий тяжёлой индустрии СССР
Министе́рство строи́тельства предприя́тий тяжёлой индустри́и СССР (Минтяжстрой СССР) — государственный орган СССР по осуществлению планирования, контроля и управления строительством предприятий чёрной и цветной металлургии,  угольной промышленности, специальных отраслей промышленности, а также сопутствующих объектов промышленного, сельскохозяйственного и гражданского назначения.

## История
В 1946 году Народный комиссариат строительства предприятий тяжёлой индустрии СССР (Наркомтяжстрой СССР) был преобразован в Министерство строительства предприятий тяжёлой индустрии СССР. Это министерство в 1953 году было объединено с Министерством строительства предприятий машиностроения СССР в одно Министерство строительства СССР. 
В 1967 году вновь образовано; просуществовало до 1986 года, когда на его базе было образовано Министерство строительства в районах Урала и Западной Сибири СССР.

## Структура

### Центральный аппарат
Согласно Постановлению Совета Министров СССР от 11 апреля 1967 года № 300, центральный аппарат Минтяжстроя СССР состоял из следующих подразделений:
- Главное управление по строительству в районах Центра (Главцентротяжстрой)
- Главное управление по строительству в районах Северо-Запада (Главсевзаптяжстрой)
- Главное производственно-распорядительное управление по Украинской ССР и Казахской ССР
- Главное производственно-распорядительное управление по РСФСР
- Отраслевые управления (на правах главных управлений):
  - по чёрной металлургии
  - по цветной металлургии
  - по угольной промышленности
  - по специальным отраслям промышленности
- Отраслевые управления:
  - по машиностроению
  - по химической и нефтеперерабатывающей промышленности
  - по строительным материалам, лесной и целлюлозно-бумажной промышленности
  - по лёгкой, пищевой, мясо-молочной промышленности и сельскому хозяйству
  - по жилищно-гражданскому строительству
- Главное управление промышленных предприятий и строительной индустрии (Главтяжстройиндустрия)
- Главное управление механизации строительных работ (Главтяжстроймеханизация)
- Главное управление материально-технического снабжения (Главтяжстройснаб)
- Транспортное управление
- Планово-экономическое управление (на правах Главного управления)
- Главное управление капитального строительства
- Техническое управление (на правах Главного управления)
- Научно-технический совет
- Управление руководящих кадров и учебных заведений
- Управление внешних сношений
- Управление организации труда и заработной платы
- Управление рабочих кадров и быта
- Финансовое управление
- Центральная бухгалтерия
- Сметно-договорный отдел
- Отдел охраны труда и техники безопасности
- Первый отдел
- Второй отдел
- Канцелярия Министерства (с включением в её состав Секретариата, Инспекции при Министре и Общего отдела)
- Юридический отдел (с арбитражем)
- Хозяйственное управление